# Ingeniero Miguel Sajaroff
Ingeniero Miguel Sajaroff, abreviado a Ingeniero Sajaroff o Sajaroff es una localidad y comuna de 2ª categoría del distrito Bergara del departamento Villaguay, en la provincia de Entre Ríos, República Argentina. Se encuentra 2 km al sur de la ruta nacional 130, la cual es su principal vía de comunicación vinculándola al noroeste con Villaguay y al sudeste con Colón.
La población de la localidad, es decir sin considerar el área rural, era de 295 personas en 1991 y de 380 en 2001. La población de la jurisdicción de la junta de gobierno era de 380 habitantes en 2001.
La localidad -originalmente conocida como La Capilla- fue una de las colonias judías de la provincia, inserta actualmente en el circuito de turismo histórico por su sinagoga. El nombre actual es un homenaje a Miguel Sajaroff (en ruso: Михаил Сахаров), un inmigrante proveniente de Mariúpol (Imperio ruso) y uno de los impulsores del cooperativismo en Entre Ríos, fundador de la Cooperativa Fraternidad Agraria que nucleaba a las colonias judías. La primera escuela fue construida en 1912.
El área jurisdiccional de la junta de gobierno fue ampliada por decreto 4713/2018 MGJ de 26 de diciembre de 2018.

## Comuna
La reforma de la Constitución de la Provincia de Entre Ríos que entró en vigencia el 1 de noviembre de 2008 dispuso la creación de las comunas, lo que fue reglamentado por la Ley de Comunas n.º 10644, sancionada el 28 de noviembre de 2018 y promulgada el 14 de diciembre de 2018. La ley dispuso que todo centro de población estable que en una superficie de al menos 75 km² contenga entre 400 y 700 habitantes, constituye una comuna de 2ª categoría. La Ley de Comunas fue reglamentada por el Poder Ejecutivo provincial mediante el decreto 110/2019 de 12 de febrero de 2019, que declaró el reconocimiento ad referéndum del Poder Legislativo de 21 comunas de 2ª categoría con efecto a partir del 11 de diciembre de 2019, entre las cuales se halla Ingeniero Sajaroff. La comuna está gobernada por un departamento ejecutivo y por un consejo comunal de 6 miembros, cuyo presidente es a la vez el presidente comunal. Sus primeras autoridades fueron elegidas en las elecciones de 9 de junio de 2019.